# Бойові мистецтва Шаоліня (фільм, 1986)
Бойові мистецтва Шаоліня; оригінальна назва — Південний та Північний Шаолінь (кит.: 南北少林) — гонконзький фільм про бойові мистецтва 1986 року. Є заключною частиною трилогії про бойові мистецтва Шаоліня після фільмів «Храм Шаоліня» (1982) і «Діти Шаоліня» (1984).

## Сюжет
Події фільму розгортаються в Китаї, коли державою правила династія Цін. Сюжет крутиться навколо молодого монаха з Північного храму Шаоліня, Чжи Мінга. Втративши батьків, які були жорстоко вбиті за наказом впливового генерала Хе Со, хлопчина знайшов притулок в храмі, де монахи навчалися бойовим мистецтвам під наглядом мудрого і досвідченого вчителя. Чжи Мінг теж навчався і багато тренувався, відточуючи свою майстерність. Одного разу він дізнається, що генерал Хе Со збирається влаштувати грандіозне свято на честь свого дня народження, що дарує шанс помститися за вбивство батьків. Але в своєму прагнення помститися Чжи Мінг не самотній: помститися генералу хочуть ще двоє з південного монастиря Шаолінь: дівчина Сима Янь і послушник Чаовей. Вбити жорстокого правителя їм не вдається, і трійці доводиться втікати. Але незабаром вони повертаються, щоб відновити справедливість, і в цьому їм допомагають монахи як південного, так і північного Шаоліня.

## У ролях
- Джет Лі — Лінь Чжимін
- Хуан Цюянь — Сима Янь
- Ху Цзяньцян — Чао Вей
- Юй Ченхуей — володар Хе Со
- Юй Хай — учитель Ши Жень
- Янь Діхуа — учитель Ву Ло
- Ма Вейчжан — Вей Фан
- Цзи Чуньхуа — охоронець Хе Со